# Прометеум
Прометеум (лат. Prometheum) — род суккулентных растений семейства Толстянковые (Crassulaceae), который встречается на территории от Греции до Ирана.

## Название
Родовое латинское (научное) название Prometheum, дано в честь Прометея — героя древнегреческой мифологии. Согласно легенде, Прометей украл огонь у Зевса и был наказан, прикованный к горам Кавказа. Название рода связано с кроваво-красными цветками типового вида (Prometheum sempervivoides), который произрастает на Кавказе. 

## Описание
Виды рода Прометеум относятся к многолетним, однолетним или двулетним монокарпическим растениям. Растения образуют густые, приплюснуто-шаровидные розетки с сидячими, очередными, сочными листьями. Форма листвы может быть плоской, полукруглой.
Соцветия растений находятся в верхней или боковой части стебля и обычно имеют прочную структуру. Их длина может достигать 25 см, и они могут быть зазубренными или симметричными. Соцветия состоят из двух или множества извилистых цветков. Каждый цветок имеет пять лепестков. Обычно прицветник маленький. Чашелистики широкие. Лепестки растений могут быть жёлтыми, кремово-белыми, розовыми или красными. Доли венчика прямостоячие.
Плод — листовка. Семена имеют продолговато-яйцевидную форму и ребристую поверхность.

## Распространение
Греция, Иран, Ливан, Сирия, Северный Кавказ, Закавказье, Турция.

## Таксономия
Prometheum (A.Berger) H.Ohba, первое упоминание в J. Fac. Sci. Univ. Tokyo, Sect. 3, Bot. 12: 168 (1978).

### Синонимы
Гетеротипные (основанные на разных номенклатурных типах):
- Pseudorosularia Gurgen. (1978)

### Виды
Подтвержденные виды (3) по данным сайта Plants of the World Online на 2023 год:
- Prometheum pilosum (M.Bieb.) H.Ohba
- Prometheum sempervivoides (Fisch. ex M.Bieb.) H.Ohbatypus
- Prometheum tymphaeum (Quézel & Contandr.) 't Hart — произрастает исключительно на территории Греции.

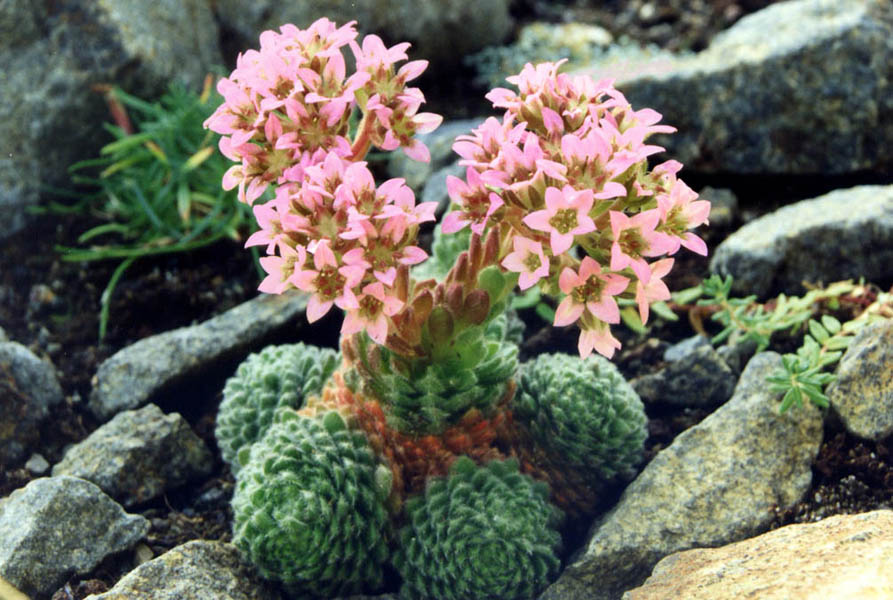
Prometheum pilosum
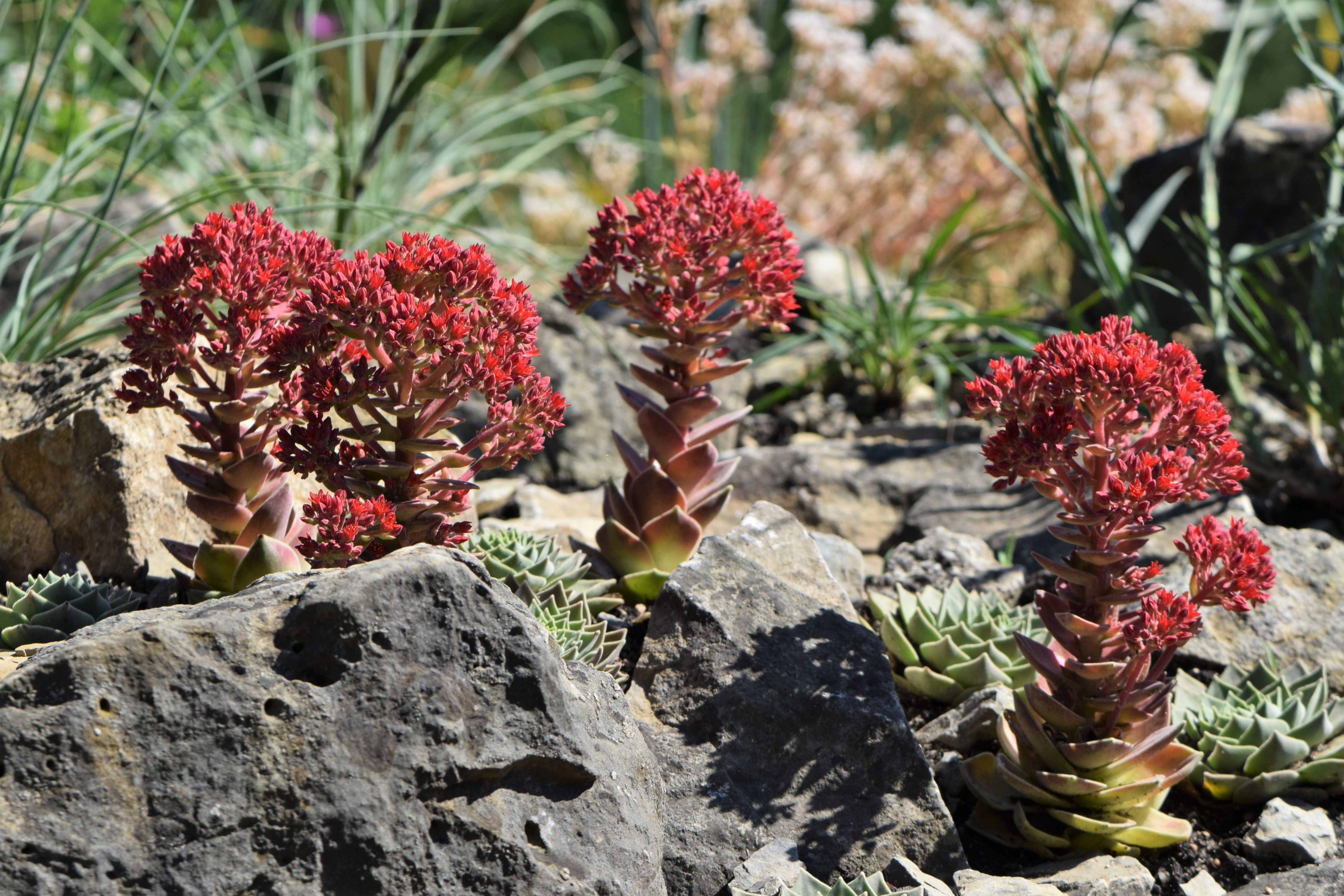
Prometheum sempervivoides

Еще 2 вида находятся в состоянии подтверждения:
- Prometheum silvana F.Barros & Cath.
- Prometheum sincorana V.P.Castro & Campacci